# Experimento de evolução de longo prazo de E. coli

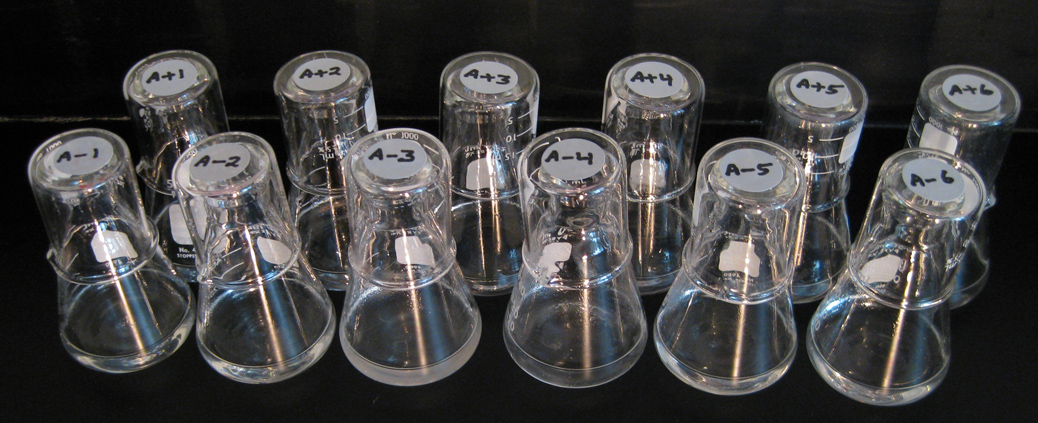
Frascos com linhagens de longo prazo de E. Coli, em 2008

O experimento de evolução de longo prazo de E. coli (E. coli long-term evolution experiment ou LTEE em inglês) é um estudo em andamento no campo da evolução experimental liderado pelo cientista Richard Lenski que tem acompanhado mudanças genéticas em 12 populações inicialmente idênticas de bactérias Escherichia coli assexuadas desde 24 de fevereiro de 1988.  Lenski realizou a 10.000ª transferência do experimento em 13 de março de 2017.  As populações de bactéria atingiram 73.500 gerações no início de 2020, pouco antes de serem congeladas em decorrência da pandemia de COVID-19.   O experimento foi retomado usando os estoques congelados em setembro de 2020.
Ao longo do experimento, Lenski e seus colegas relataram uma ampla gama de mudanças fenotípicas e genotípicas nas populações em evolução. Estas incluíram mudanças que ocorreram em todas as 12 populações e outras que apareceram apenas em uma ou em algumas populações. A adaptação mais impressionante relatada até agora é a evolução do crescimento aeróbico em citrato, o que é incomum em E. coli, em uma população em algum ponto entre as gerações 31.000 e 31.500. 
Em 4 de maio de 2020, Lenski anunciou uma renovação de 5 anos da concessão por meio do Programa de Pesquisa de Longo Prazo em Biologia Ambiental (LTREB) da National Science Foundation, que apoia o LTEE. Ele também anunciou que o experimento seria transferido para a supervisão do Dr. Jeffrey E. Barrick, professor associado de Biociências Moleculares da Universidade do Texas em Austin.

## Métodos
As 12 populações são mantidas a 37 °C (99 °F) no laboratório de Lenski na Universidade Estadual de Michigan. A cada dia, 1% de cada população é transferido para um frasco de meio de crescimento DM25 fresco. A diluição significa que cada população experimenta 6,64 gerações, ou duplicações, a cada dia. Amostras grandes e representativas de cada população são congeladas com glicerol como crioprotetor em intervalos de 500 gerações (75 dias). As bactérias nessas amostras permanecem viáveis e podem ser revividas a qualquer momento. Essa coleção de amostras é chamada de "registro fóssil congelado" e fornece um histórico da evolução de cada população ao longo de todo o experimento. As populações também são regularmente rastreadas quanto a mudanças na aptidão média, e experimentos suplementares são realizados regularmente para estudar desenvolvimentos interessantes nas populações.

## Resultados

### Mudanças na aptidão
Boa parte da análise do experimento tratou de como a aptidão das populações mudou em relação à sua linhagem ancestral. Todas as populações mostraram um padrão de rápido aumento na aptidão relativa durante as primeiras gerações do experimento, com esse aumento desacelerando ao longo do tempo. Por 20.000 gerações, as populações cresceram aproximadamente 70% mais rápido do que a linhagem ancestral. Este aumento e desaceleração no aumento continuou nas gerações subsequentes. Um estudo de 2013 de Wiser et al. relatou uma melhoria contínua em 50.000 gerações em relação a amostras isoladas em 40.000 gerações. Eles descobriram que o aumento da aptidão se ajustava a um modelo de lei de potência muito melhor do que aos modelos hiperbólicos que haviam sido usados anteriormente. Como um modelo de lei de potência descreve um aumento cada vez mais lento que não tem um limite superior, enquanto um modelo hiperbólico implica um limite rígido, o trabalho sugeriu que o aumento na aptidão continuaria sem limite à medida que mutações de benefício progressivamente mais baixas fossem fixadas nas populações.  Esses resultados sugerem que, ao contrário do pensamento anterior, a adaptação e a divergência adaptativa podem aumentar indefinidamente, mesmo em um ambiente constante.

### Evolução do genoma
Das 12 populações, seis foram relatadas até agora como tendo desenvolvido defeitos em sua capacidade de reparar o DNA, aumentando muito a taxa de mutação nessas cepas. Embora se acredite que as bactérias em cada população tenham gerado centenas de milhões de mutações ao longo das primeiras 20.000 gerações, Lenski estimou que, nesse período, apenas 10 a 20 mutações benéficas alcançaram a fixação em cada população, com menos de 100 mutações pontuais no total (incluindo mutações neutras) atingindo a fixação em cada população.